# IC 3277
IC 3277 је спирална галаксија у сазвјежђу Береникина коса која се налази на листи објеката дубоког неба у Индекс каталогу.
Деклинација објекта је + 25° 33' 49" а ректасцензија 12h 24m 15,6s. Привидна величина (магнитуда) објекта IC 3277 износи 15,5 а фотографска магнитуда 16,3.